# Технологічна операція
Опера́ція технологі́чна (рос. операция технологическая, англ. production operation, нім. technologische Operation f) — окрема частина технологічного процесу, сукупність робочих дій (прийомів), що характеризується однорідністю технологічного змісту і єдністю предмету праці, застосовуваного інструмента (устаткування) і робочих пристосувань. Виконується на одному робочому місці.
Операція технологічна — основна розрахункова одиниця для визначення продуктивності, планування завантаження обладнання та нормування праці. Наприклад, внаслідок технологічної операції процесу збагачення корисних копалин змінюється якість, речовинний склад, агрегатний стан оброблюваної маси або співвідношення її складових частин чи фаз.
Розрізняють технологічні операції підготовчі, основні, проміжні, заключні, допоміжні.

## Структура технологічної операції
У машинобудуванні з технологічного погляду елементами операції є: установлення, технологічний перехід, допоміжний перехід, робочий хід, допоміжний хід, позиція.
Установлення — частина технологічної операції, яку виконують при незмінному закріпленні оброблюваних заготовок чи складальної одиниці.
Технологічний перехід — закінчена частина технологічної операції, що характеризується постійністю інструмента, який застосовується, та поверхонь, що створюються обробкою або з'єднанням під час складання.
- Робочий хід — закінчена частина технологічного переходу, яка складається з одноразового переміщення інструмента відносно заготовки, яке супроводжується зміною форми, розмірів, якості поверхні та властивостей заготовки.
- Допоміжний хід — закінчена частина технологічного переходу, яка полягає в одноразовому переміщенні інструмента відносно заготовки, необхідному для підготовлення робочого місця (підведення інструмента до заготовки, відведення інструмента).

Допоміжний перехід — закінчена частина технологічної операції, яка складається з дій людини та (чи) устаткування, які не супроводжуються зміною властивостей предметів праці, але необхідні для виконання технологічного переходу.
Позиція — фіксоване положення, яке займає закріплена заготовка чи складальна одиниця разом із пристроєм відносно інструменту чи нерухомої частини устаткування при виконанні певної частини операції.
Робочий хід — це головна частина технологічного процесу. Решта його частин стосовно робочого ходу є допоміжними. Розчленовування технологічного процесу дає змогу виявити елементи операцій, що протікають найповільніше, оцінити шляхи і вартість їх прискорення, проаналізувати особливості затрат праці і можливі варіанти економії.